# 奥利文萨 (巴西)
奥利文萨（葡萄牙語：Olivença）是巴西阿拉戈斯州的一个市镇。总面积172.96平方公里，总人口10460人，人口密度60.5人/平方公里。